# Вдали от Рангуна
«Вдали от Рангуна» (англ. Beyond Rangoon) — художественный фильм 1995 года.
Действие фильма происходит в Бирме (ныне Мьянма) во время протестов демократической оппозиции, которые были жёстоко подавлены бирманским военным правительством.

## Сюжет
Действие фильма происходит в 1988 году. Главная героиня фильма — американская женщина-врач Лора Боумен. По совету своей сестры она отправляется в турпоездку в Бирму (ныне Мьянма), чтобы путём смены обстановки избавиться от долгой депрессии, вызванной убийством её мужа и сына.
В Бирме она знакомится с бывшим профессором-диссидентом, который был уволен из университета и теперь подрабатывает гидом для туристов. Через него она знакомится также со студентами, монахами и другими представителями демократической оппозиции.
В это время начинаются массовые протесты против военной диктатуры, и Лора оказывается среди протестующих. После разгрома протестов вместе с группой оппозиционеров она бежит из Бирмы. После напряжённой погони через джунгли, группе удаётся достичь границы и под обстрелом бирманской армии они переправляются через пограничную реку в Таиланд. Лора решает остаться работать в полевом госпитале, где лечат беженцев из Бирмы.

## В ролях
| Актёр              | Роль              |
| ------------------ | ----------------- |
| Патрисия Аркетт    | Лора Боумен       |
| Фрэнсис Макдорманд | Энди Боумен       |
| У Аунг Ко          | У Аунг Ко         |
| Сполдинг Грей      | Джереми Уотт      |
| Тиара Жаклина      | Сан-Сан           |
| Кусвадинат Биджанг | полковник в отеле |
| Виктор Слезак      | мистер Скотт      |
| Джит Мюрад         | Шейн Хту          |